# جایزه چشم طلایی
جایزه چشم طلایی (انگلیسی: L'Œil d'or) جایزه چشم طلایی که از سال ۲۰۱۵ ایجاد شده مسئولیت انتخاب بهترین مستند را از هر یک از بخش‌های مختلف جشنواره فیلم کن برعهده دارد.